# رنه رومان
رنه رومان (انگلیسی: René Román؛ زادهٔ ۱۵ دسامبر ۱۹۸۳) بازیکن فوتبال اهل اسپانیا است.
از باشگاه‌هایی که در آن بازی کرده‌است می‌توان به باشگاه فوتبال ژیرونا، باشگاه فوتبال پومفرادینا، باشگاه فوتبال دینامو بخارست، و باشگاه فوتبال آلمریا اشاره کرد.